# شهرستان ونان
شهرستان ونان (به لاتین: Wen'an County) یک شهرستان‌های جمهوری خلق چین در چین است که در لانگ فنگ واقع شده‌است.
 شهرستان ونان ۹۸۰ کیلومتر مربع مساحت و ۴۶۰٬۰۰۰ نفر جمعیت دارد و ۷ متر بالاتر از سطح دریا واقع شده‌است.